# Hygrocybe splendidissima
Hygrocybe splendidissima (Peter Darbishire Orton, 1960 ex Meinhard Michael Moser, 1967) este o specie saprofită de ciuperci comestibile din încrengătura Basidiomycota în familia Hygrophoraceae și de genul Hygrocybe, devenită rară din cauza suprafertilizării. Un nume popular nu este cunoscut. În România, Basarabia și Bucovina de Nord se dezvoltă adesea imediat după o perioadă de ploaie, în grupuri, adesea în mănunchiuri, bureții fiind conectați lejer de mai mulți la baza tulpinii, preponderent pe sol acru prin pajiști sărace în nutrienți, pășuni slab fertilizate, dar, de asemenea, în poieni de pădure și pe marginile de păduri foioase înierbate, netolerând nici un îngrășământ. Timpul apariției este din iunie până în octombrie (noiembrie).

## Taxonomie

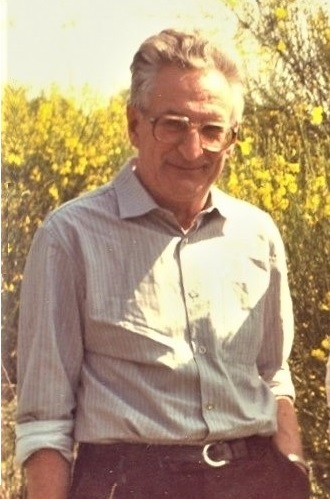
Meinhard M. Moser

Numele binomial a fost determinat de micologul englez Peter Darbishire Orton (1916-2005) în volumul 43 al jurnalului micologic Transactions of the British Mycological Society din 1960.
Apoi, în 1967, renumitul micolog austriac Meinhard Michael Moser a transferat specia la genul Hygrocybe sub păstrarea epitetului, de verificat în publicația sa Kleine Kryptogamenflora von Mitteleuropa - Die Blätter- und Baumpilze (Agaricales und Gastromycetes), fiind și numele curent valabil (2023).
Sinonime obligatorii sunt Hygrocybe punicea f. splendidissima a micologului englez Derek Agutter Reid (1927-2006) din 1972 precum Hygrocybe punicea var. splendidissima a micologului german German Josef Krieglsteiner (1937-2001) din 1992, ambele bazând pe descrierea lui Orton. Alți taxoni nu sunt cunoscuți.
Epitetul specific este derivat din superlativul adjectivului latin (latină splendidus=licărind, lucios, splendid, strălucitor, datorită aspectului în primul rând al pălăriei.

## Descriere
- Pălăria: are un diametru între 3 și 6 (8) cm, este nu foarte groasă, ceroasă, destul de fragilă, higrofilă, inițial emisferică, apoi conic-trunchiată până convexă, deprimată și umbonată (= mamelată) cu marginea adesea neregulată și ondulată. Cuticula este netedă, uscată și mată, la umezeală lipicioasă, coloritul fiind stacojiu închis până la roșu rubin. Nu înnegrește după apăsare sau leziune.
- Lamelele: sunt lucioase, spațiate, destul de groase, bulboase, ascendente, cu lameluțe intercalate de lungime diferită, aproape libere până la strâmt aderate la picior, fiind de un colorit roșiatic până la roșu-portocaliu. Muchiile sunt gălbuie și nu dințate.
- Piciorul: ușor detașabil de pălărie, uscat, lucios și mai mult sau mai puțin neted, cu o lungime de 3 la 8 (10) cm și o grosime de 1 până la 1,5 cm, este neregulat în formă de fus până la comprimat îndoit, în jumătatea inferioară cu una sau două brazde longitudinale. Este colorat roșu-portocaliu până la galben-portocaliu, rar galben și spre baza ascuțită gălbui până la alb-crem. Nu prezintă un inel.
- Carnea: galbenă care nu se decolorează în contact cu aerul după o secțiune este ceva ceroasă și friabilă. Mirosul slab parfumat, devine odată uscând, din ce în ce mai intensiv de miere, gustul fiind plăcut.[3][4]
- Caracteristici microscopice: are spori extrem de variabili ca formă și mărime, predominant elipsoidal zvelți până la cilindrici, nestrânși, cu o proporție semnificativ mare de spori cilindri zvelți și o dimensiune de 7,5-13,3 x 4,3-5,6 microni. Pulberea lor este albă. Basidiile cu catarame sunt lunguiețe, clavate, cu 4 (uneori doar 3) sterigme fiecare și măsoară 53-68 x 7-9,5 microni. Cistidele (elemente sterile situate în stratul himenal sau printre celulele din pielița pălăriei și a piciorului, probabil cu rol de excreție) sunt mai mult sau mai puțin regulate, compuse din celule relativ scurte, compacte și nu conice la capete.[10]
- Reacții chimice: carnea colorează apă galben ca sulful, datorită pigmentului galben deschis muscaflavin.[11]

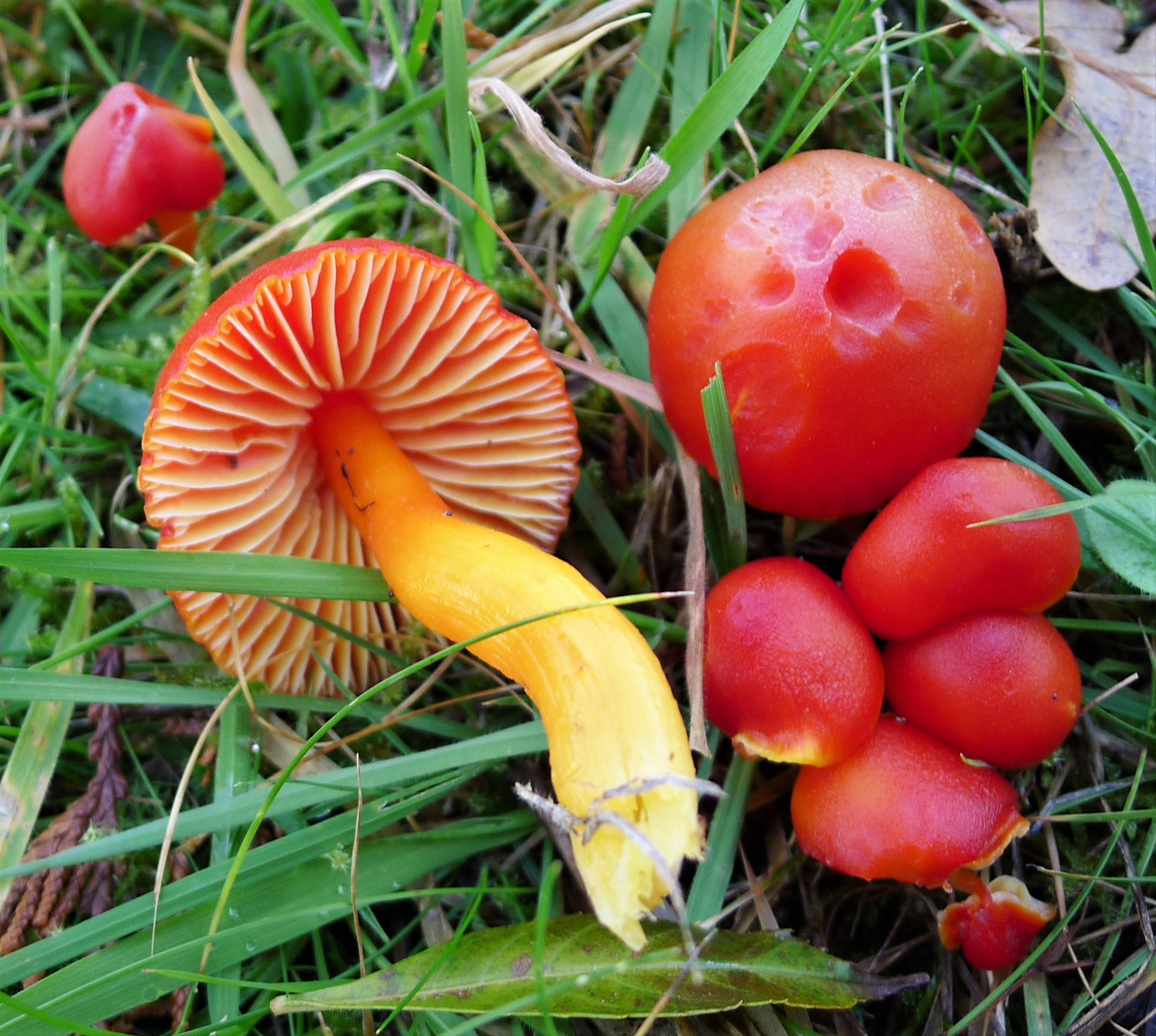
H. splendidissima, pălărie, lamele și picior
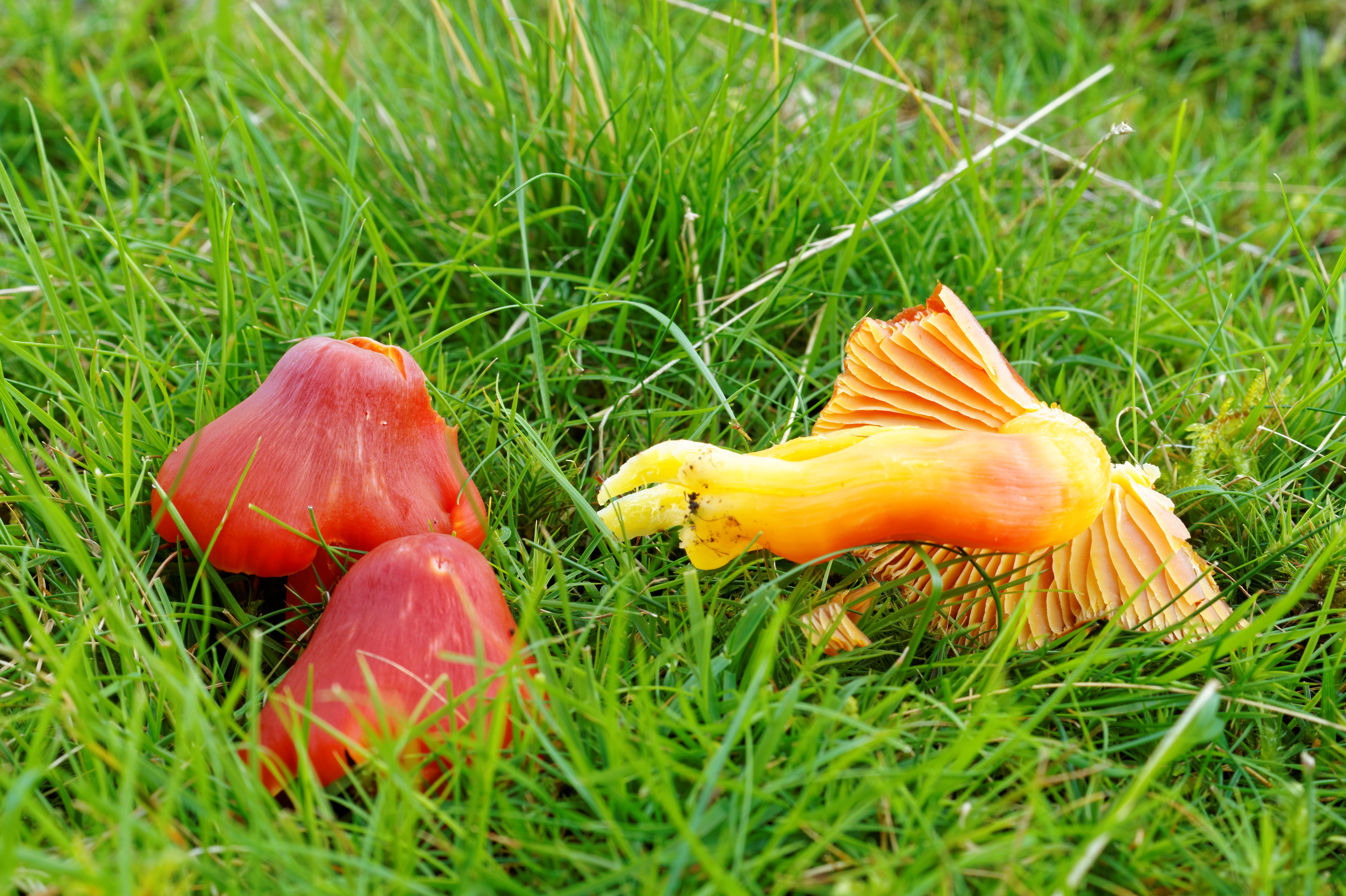
H. splendidissima, de văzut: carnea în interior
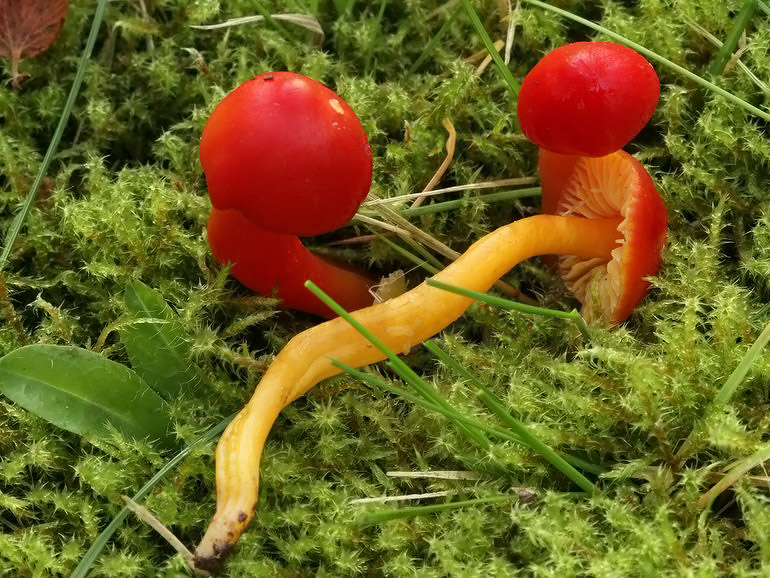
H. splendidissima tinere
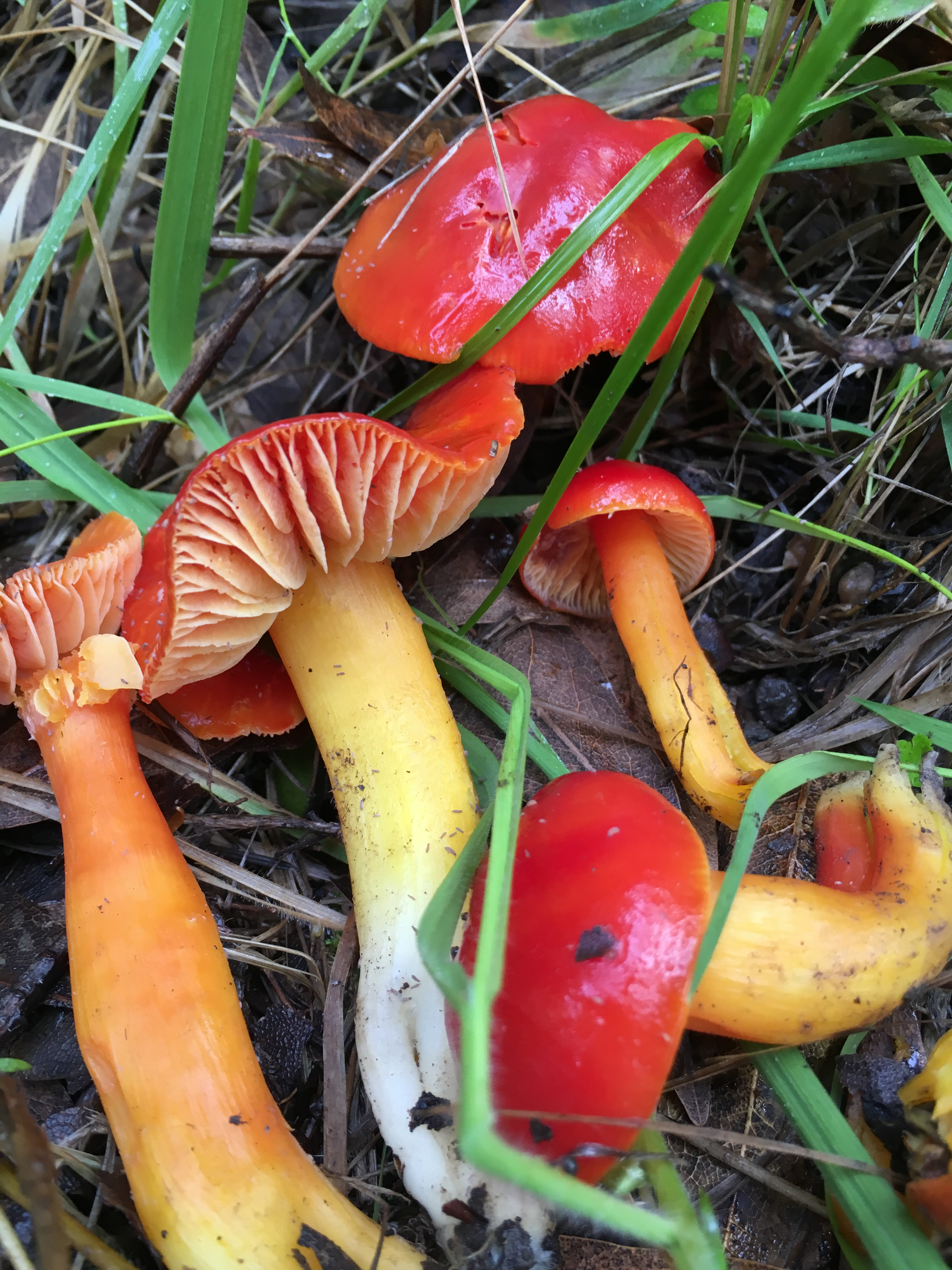
H. splendidissima în diverse stadii de evoluție

## Confuzii
Această ciupercă poate fi confundată de exemplu cu Hygrocybe mucronella (necomestibilă, amară), mai departe cu  comestibilele Hygrocybe aurantiosplendens, Hygrocybe coccinea, Hygrocybe insipida Hygrocybe intermedia, Hygrocybe miniata sau Hygrocybe punicea, dar, de asemenea, cu otrăvitoarele Hygrocybe conica și Hygrocybe nigrescens care înnegresc la bătrânețe, leziune sau tăiere.

## Specii asemănătoare în imagini

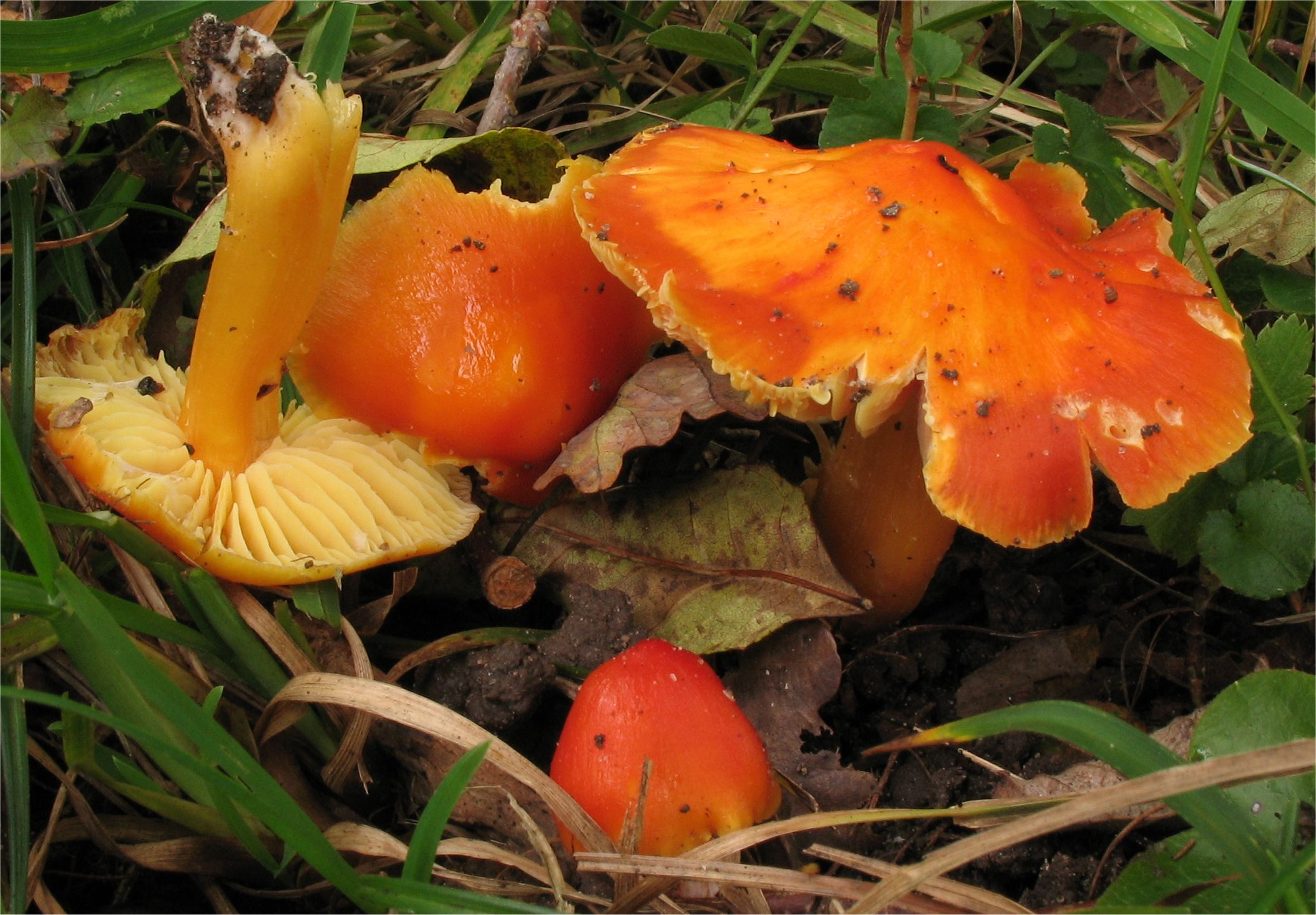
Hygrocybe aurantiosplendens
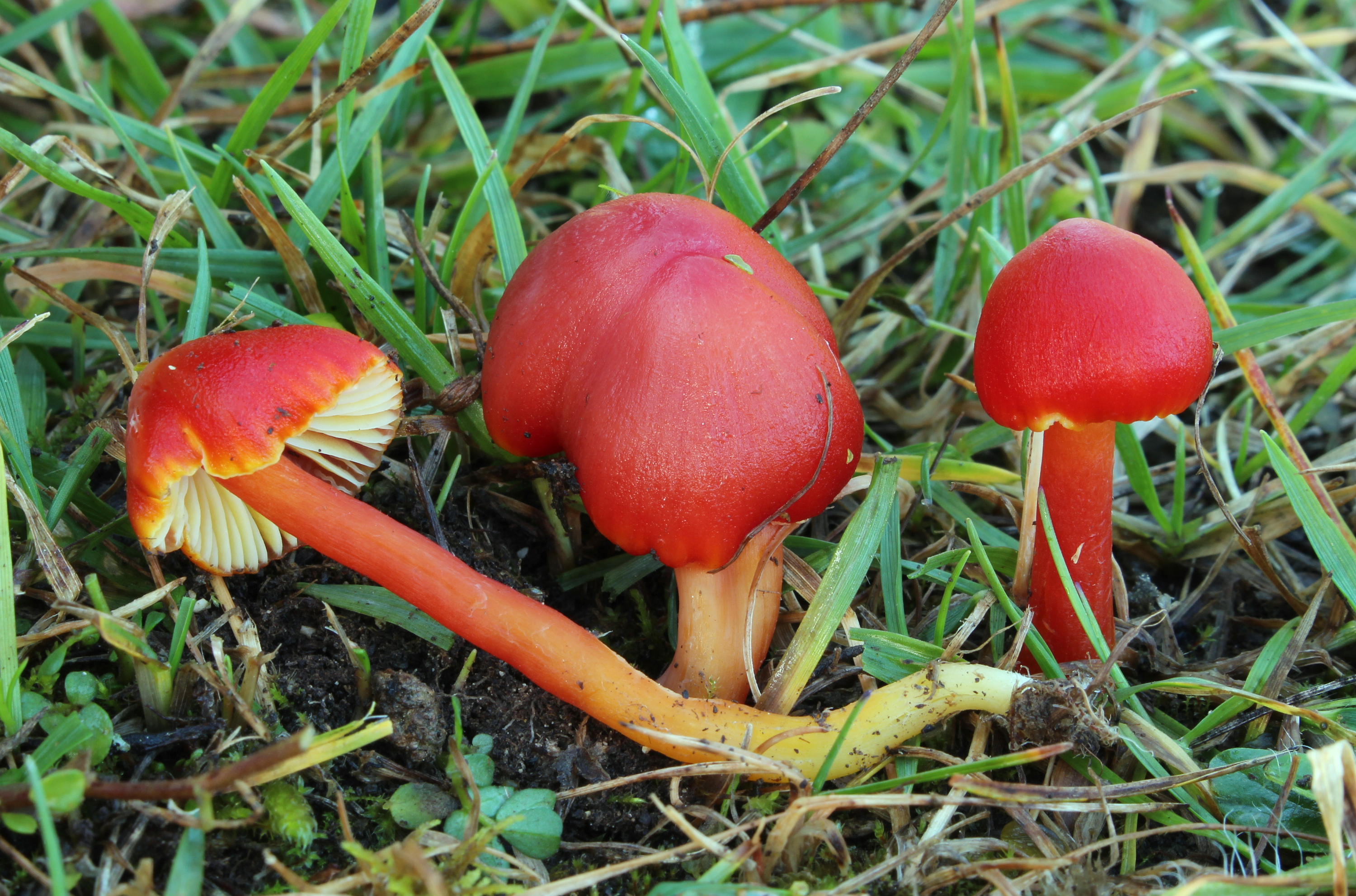
Hygrocybe coccinea
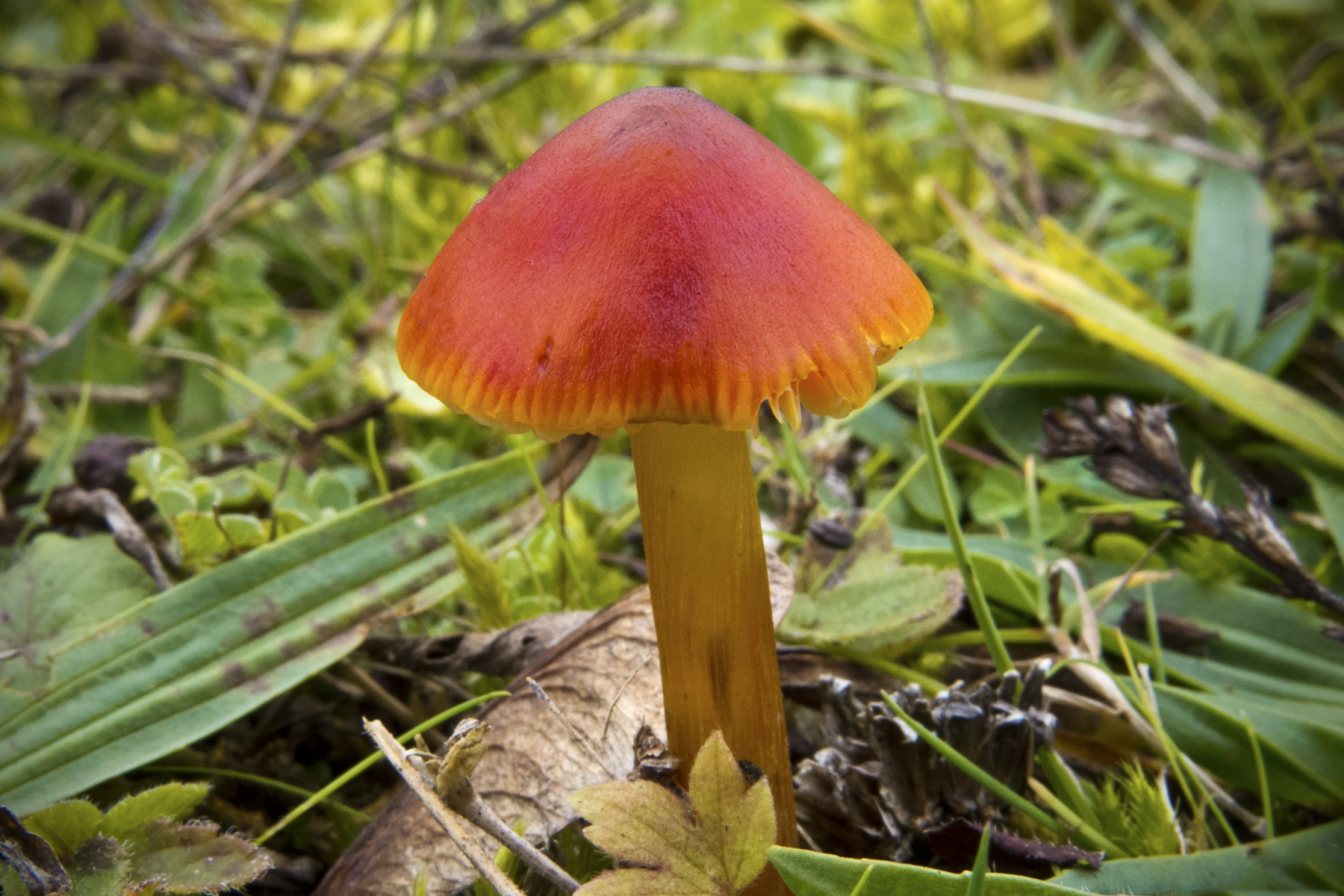
!!Hygrocybe conica!!
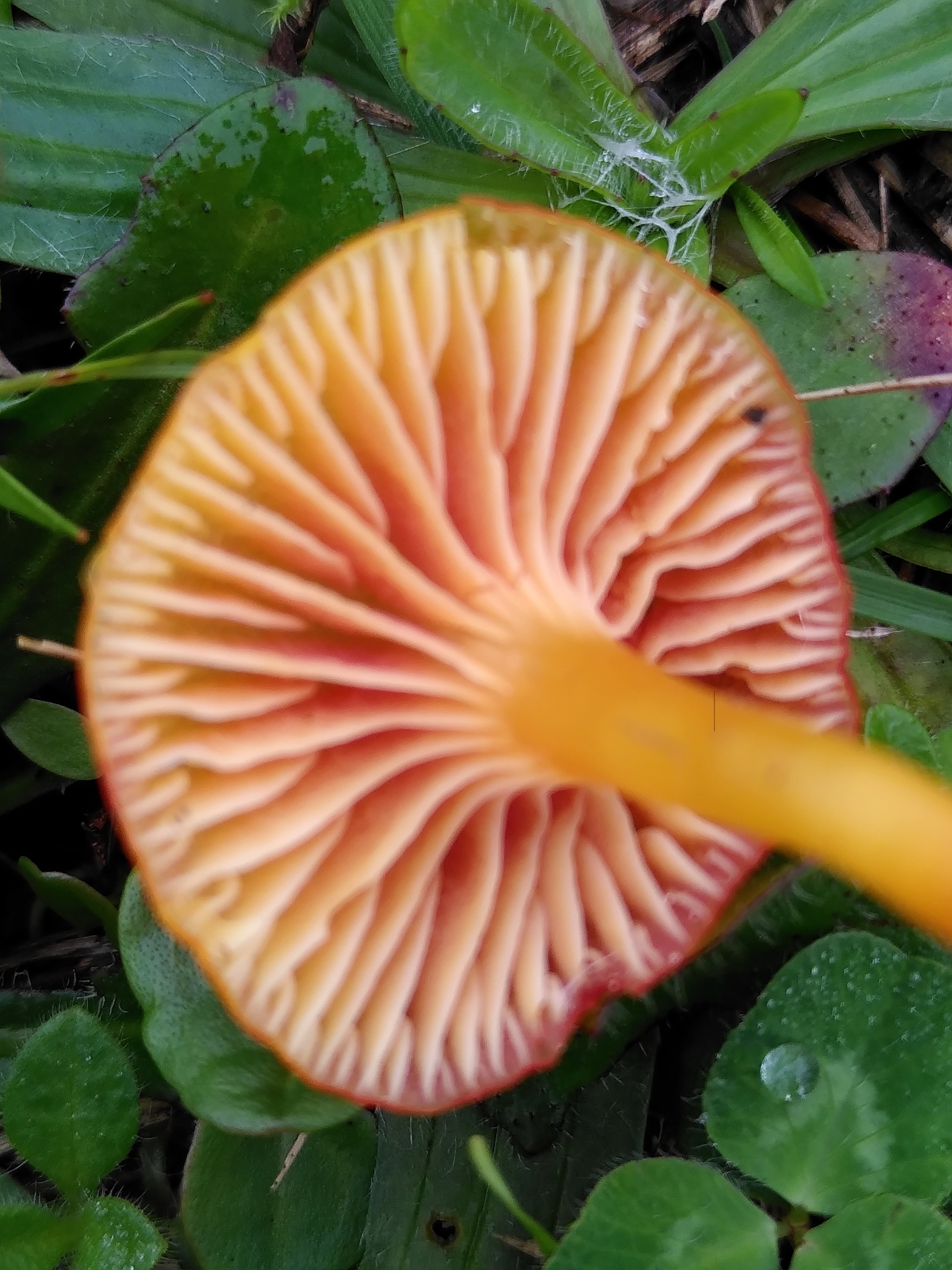
Hygrocybe insipida
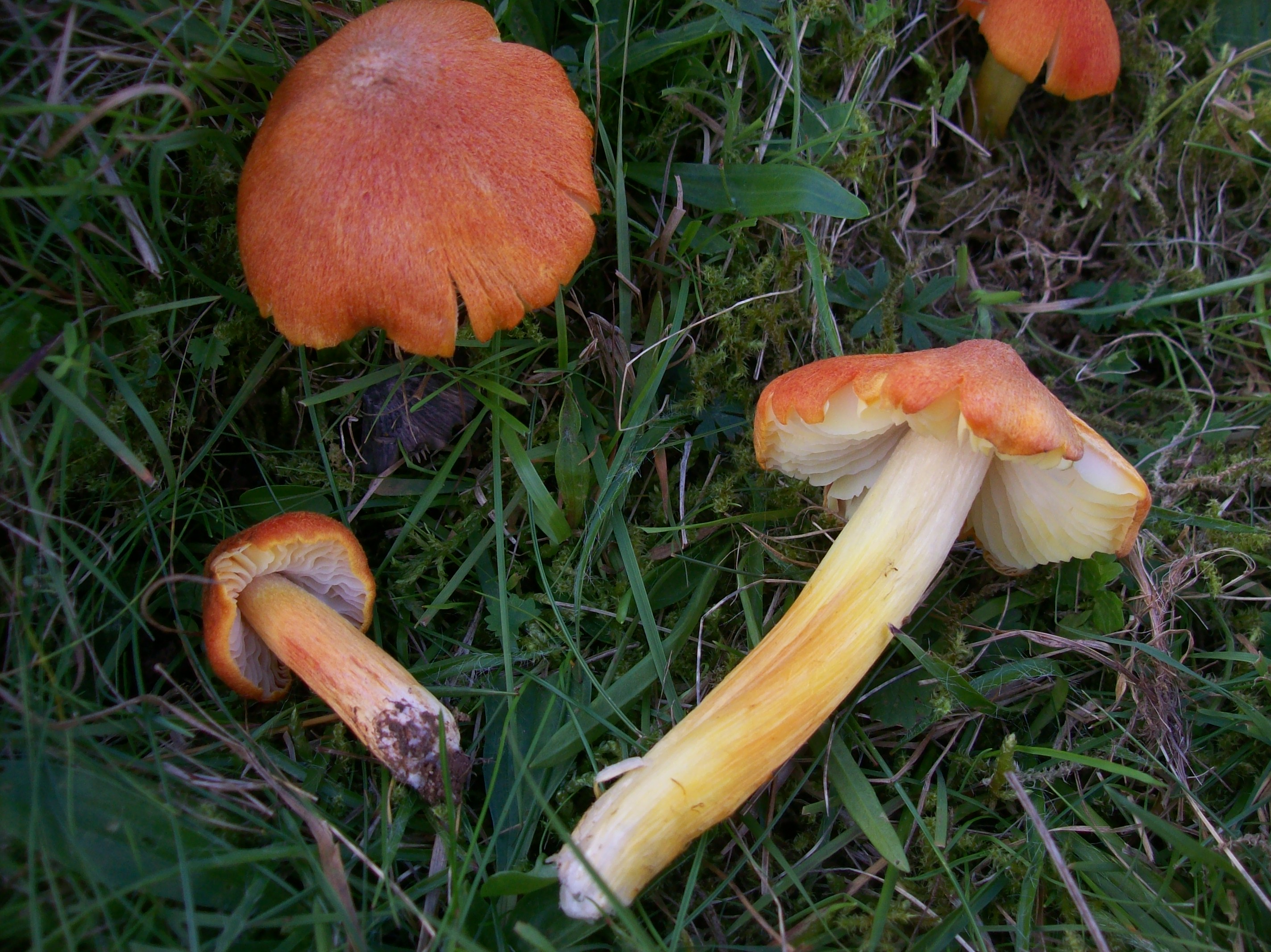
Hygrocybe intermedia

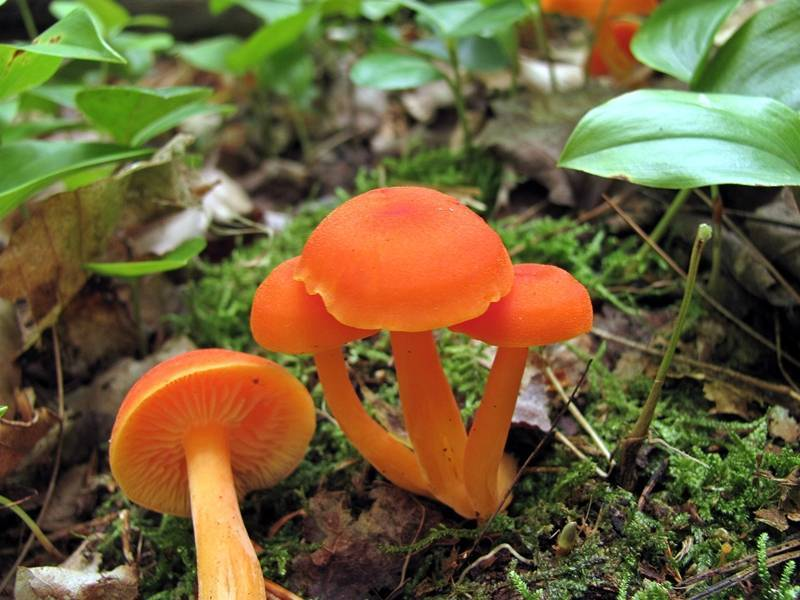
Hygrocybe miniata
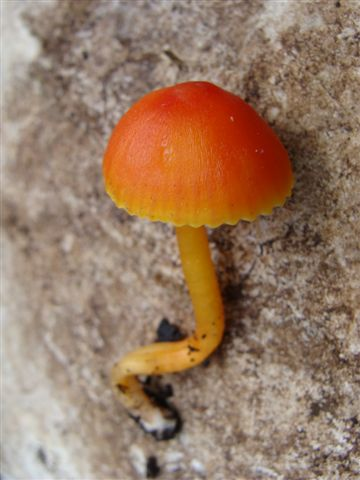
!Hygrocybe mucronella!
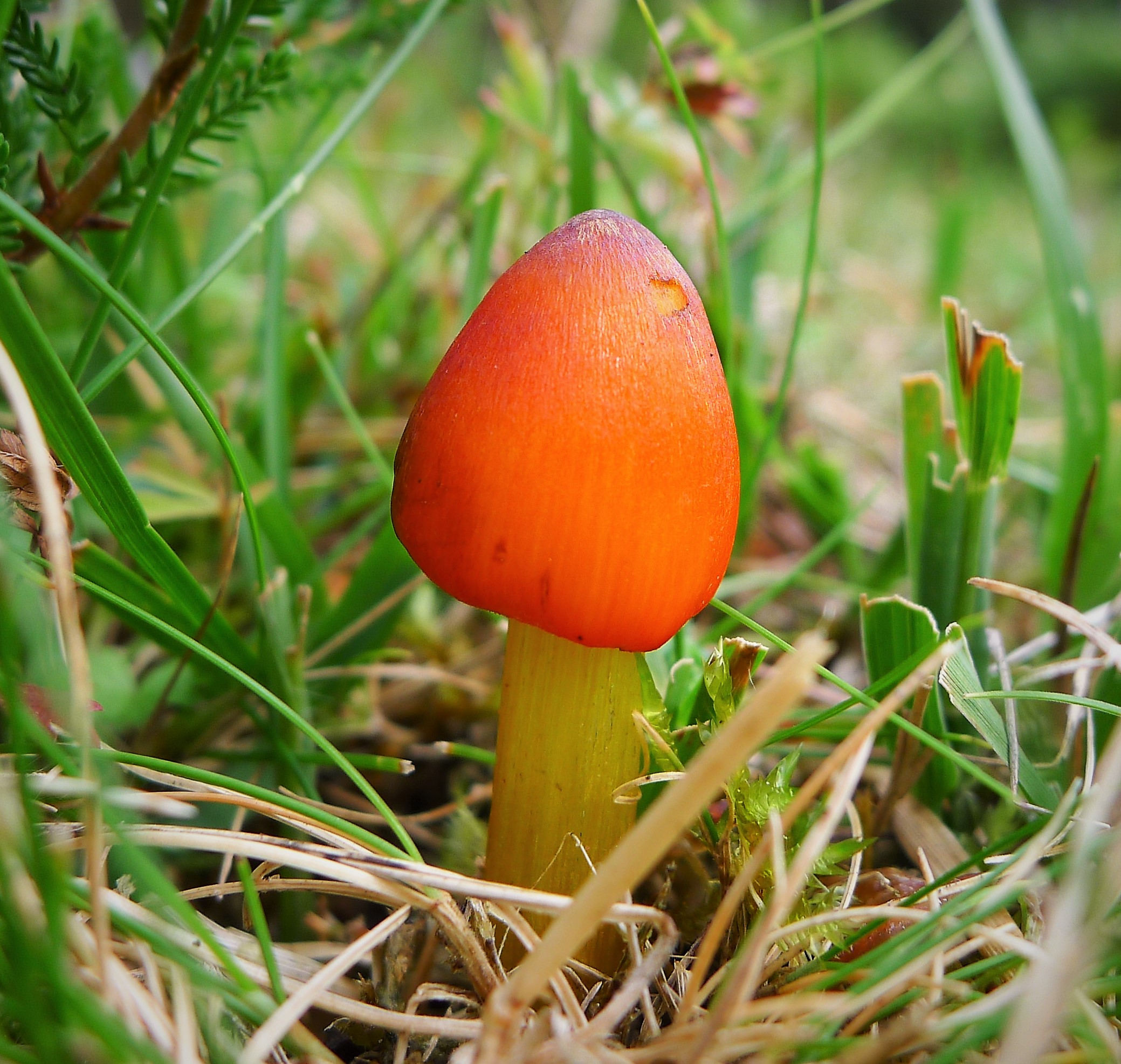
!!Hygrocybe nigrescens!!
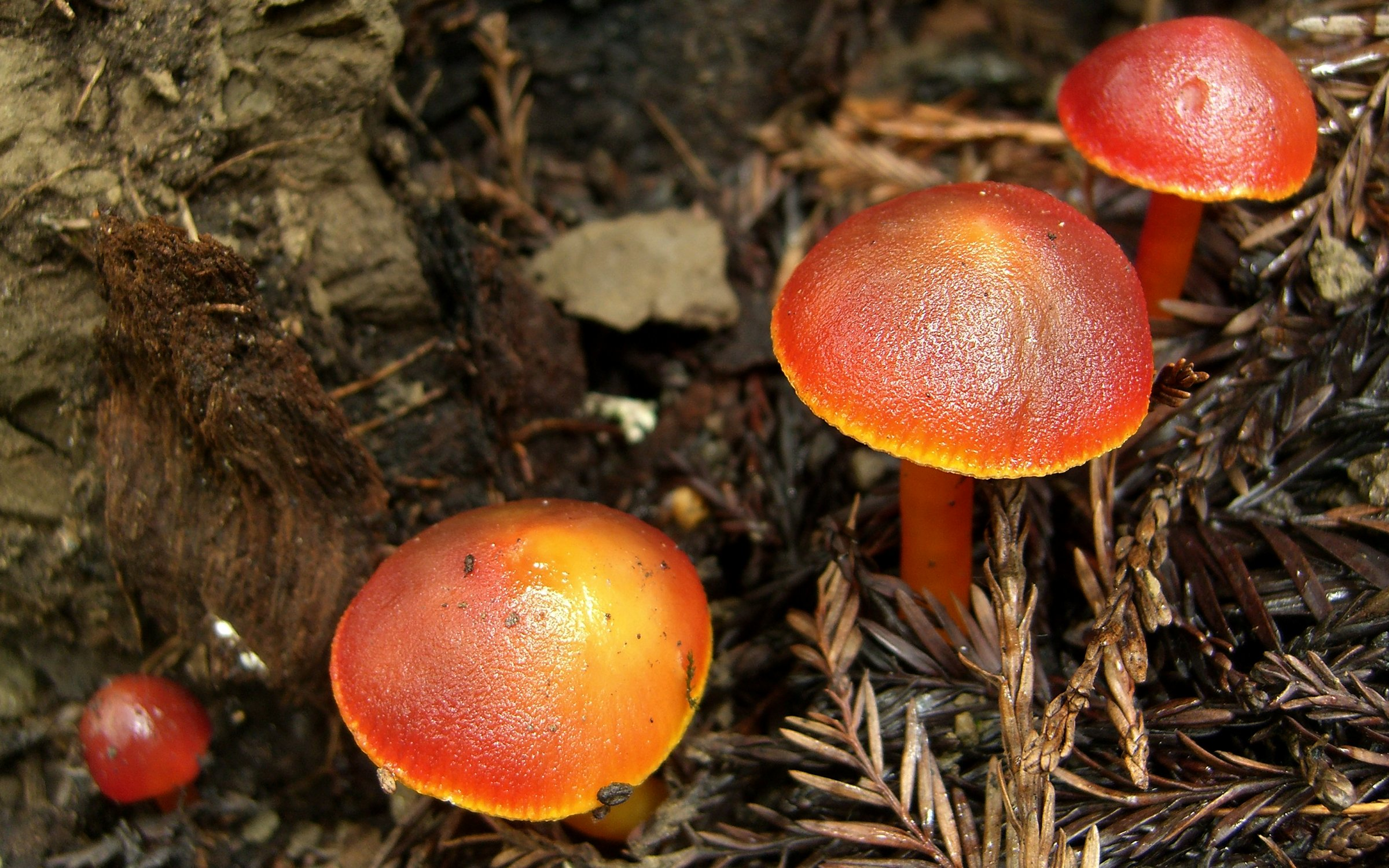
Hygrocybe punicea

## Valorificare
Această specie poate fi preparată, tăiată fin, într-o mâncare cu alte soiuri de ciuperci. Luce Höllthaler recomandă prepararea ca supă cremoasă împreună cu conopidă, ceapă, smântână și verdețuri precum ca adăugare la legume franțuzești, de exemplu Ratatouille. Nu se potrivește pentru uscare. Ciuperca este de calitate culinară inferioară în comparație cu alte soiuri comestibile ale genului Hygrocybe.
Trebuie menționat că Hygrocybe splendidissima conține substanța slab toxică  Crustulinol. În urmă, ingerată în doze mai mari, ar putea să provoace disfuncții digestive slabe.
GBIF (2019) listează aproximativ 2.600 de apariții ale buretelui în Europa. Populația totală depășește probabil 20.000 de indivizi maturi, dar este în scădere în toate țările cunoscute de apariție, cauzată de dispariția agriculturii la scară mică și a modurilor tradiționale de gestionare a pășunilor. De aceea specia ar trebui fi cruțată și lăsată la loc.